# Голо село
Голо село понякога членувано Голото село (на гръцки: Ακρολίμνη, Акролимни, до 1926 година Γκόλο Σέλο, Голо село, до 1966 година Γυμνά, Гимна) е село в Република Гърция, дем Пела на област Централна Македония.

## География
Селото се намира в източната част на Солунското поле, на 4 km източно от Пласничево (Крия Вриси), югоизточно от град Воден (Едеса).

## История

### В Османската империя
В края на XIX век Голо село е село в Ениджевардарска каза на Османската империя. Според статистиката на Васил Кънчов („Македония. Етнография и статистика“) в 1900 година в Голото Село живеят 380 българи и 25 цигани. Всички жители на селото са под върховенството на Цариградската патриаршия. По данни на секретаря на Българската екзархия Димитър Мишев („La Macédoine et sa Population Chrétienne“) в 1905 година в Голото село (Goloto-Selo) има 400 българи патриаршисти гъркомани.
Селото пострадва многократно от андартски нападения. На 22 ноември 1909 година гръцкият андартски капитан Гоно Йотов в свой доклад дава отчет за свършената от него работа в Ениджевардарско:
| „ | 1905 година – През това време дойде тук Петрилос Буковалас и се поставих на неговите заповеди. Взех десет от мъжете и отидох в село Голо село, където задържах трима от най-фанатичните българи от първенците – Дионис Чекрели, Васил и Петър Арсенли. В отговор на това българите убиха за наказание единствения грък Леонид, който беше пазвантин. На 12.02.1906 г. заведох предводителя на цялата група в Голо село, за да задържим този, който ни причини толкова щети – Дионисий Чекрели, като нападнахме селото. Българите оказаха голяма съпротива, затова успяхме само да раним Дионисий и изгорихме къщата му. Задържахме и другите двама и всяхме паника не само в Голо село, но и в околността. За да прекратят това, двамата войводи Лука и Апостол се разбраха на следващия ден от нашите действия, организираха 110 мъже и нападнаха нашето село Ниси, като успяха да изгорят 27 къщи. На 10.09.1906 г. с десет въоръжени мъже атакувах Голо село с цел да задържа само Христо Камчев и Тръпче Орфано, за да научим от тях за силите на комитаджиите. Но ни усетиха и оказаха съпротива в селото. В резултат имаше 6 българи убити и двама ранени. На 09.08.1907 с 12 мъже атакувах Голо село. В резултат убихме двама, пленихме 6, от които успяхме да задържим само двама. | “ |

Според данни на кукушкия околийски училищен инспектор Никола Хърлев през 1909 година в Голото село функционира българско училище.

### В Гърция
В 1912 година през Балканската война Голо село е окупирано от гръцки части и след Междусъюзническата война в 1913 година остава в Гърция. Българският свещеник Г. Капаров и свещеник Д. Капаров са изгонени от гръцки войници.
В 1913 година Панайотис Деказос, отговарящ за земеделието при Македонското губернаторство споменава Голо село като село населено със „славяногласни елини“. Българският учител Н. Антонов е инквизиран от гръцки войници.
Боривое Милоевич пише в 1921 година („Южна Македония“), че Гооло село има 15 къщи славяни християни, 7 къщи цигани християни и 7 къщи цигани мохамедани.
В България са изселени 53 жители, а в селото са заселени 143 гърци бежанци от Кавказ. В 1926 година името на селото е сменено на Гимна. В 1928 година Голо село е представено като бежанско село с 31 бежански семейства и 105 жители бежанци. В 1966 година селото е прекръстено отново, този път на Акролимни.
След Втората световна война жителите на селото се увеличават, благодарение на пресушаването на Ениджевардарското езеро и извършените мелиорации. Според Тодор Симовски в 1991 година по-големият брой от жителите на селото са с местен произход.
Селото произвежда предимно овошки - праскови и ябълки, както и памук и жито. Отглеждат се и млечни крави.
| Година    | 1913 | 1920 | 1928 | 1940 | 1951 | 1961 | 1971 | 1981 | 1991 | 2001 | 2011 | 2021 |
| --------- | ---- | ---- | ---- | ---- | ---- | ---- | ---- | ---- | ---- | ---- | ---- | ---- |
| Население | 343  | 270  | 425  | 738  | 884  | 1003 | 1089 | 1139 | 1192 | 1340 | 1013 | 940  |

## Личности
Родени в Голо село
- Сотис Воланис, гръцки певец
- Христо Ставрев (Χρήστος Σταυρίδης), гръцки учител и андартски деец, агент от трети ред, куриер на оръжие в Ениджевардарското езеро, арестуван е от турските власти и е освободен едва през 1908 година, след това обикаля селата, за да ги върне в лоното на Цариградската патриаршия[14]